# Maître Radovan
Radovan (latin : Raduan) est un sculpteur et architecte croate qui vivait à Trogir au XIIIe siècle.

## Œuvre
Le chef-d'œuvre de Radovan est le portail occidental de la cathédrale Saint-Laurent de Trogir, terminé en 1240.